# Schleuse Meppen
Die Schleuse Meppen ist eine Schleuse am Dortmund-Ems-Kanal. Sie liegt in Meppen, in der Mitte des Emslandes.

## Schleusengruppe
Die Schleuse Meppen wurde in den Jahren 1953–1956 gebaut und besteht aus zwei getrennten Schleusenkammern, die jeweils als Sparschleuse ausgelegt sind. Sie wird deshalb auch als Schleusengruppe Meppen bezeichnet. Zuständig ist das Wasserstraßen- und Schifffahrtsamt Ems-Nordsee.
Die Schleusenkammern sind in Spundwandbauweise und die Ober- und Unterhäupter aus massivem Stahlbeton erstellt. Zum Oberwasser hin werden die Kammern mit einem Hubsenktor geschlossen. Im Unterwasser sind Hubtore angeordnet, deren Gegengewichte von jeweils zwei markanten Stahlskelettbauten aufgenommen werden. Aufgrund ihrer historischen und städtebaulichen Bedeutung ist die Schleusengruppe als Baudenkmal anerkannt.
Die östliche Kleine Schleuse Meppen hat eine Nutzlänge von 100 m und ist 12 m breit. Die westliche Große Schleuse Meppen ist ebenfalls 12 m breit, sie ist jedoch 165 m lang und wurde in den Jahren 2005–2007 von Grund auf saniert. Theoretisch könnte sie Binnenschiffe der Klasse Vb aufnehmen, dieser Abschnitt des Kanals ist aber nur für Fahrzeuge bis zur Klasse IV (Europaschiff) zugelassen. Bei einer Fallhöhe von 7,5 m werden für eine Bergschleusung etwa 15.660 m³ Wasser benötigt. Zur Reduzierung des Verbrauchs wird die Hälfte aus den beiden Sparbecken entnommen, die bei jeder Talschleusung gefüllt werden.
Die Schleusengruppe Meppen wird zu festgelegten Zeiten vor Ort bedient. Das durchschnittliche Verkehrsaufkommen liegt bei 33 Schiffen pro Tag.